# Sistema hídrico de Barranquilla
El sistema hídrico de Barranquilla, Colombia, está integrado por las aguas del mar Caribe, la cuenca baja del río Magdalena, los caños, la ciénaga de Mallorquín, numerosos arroyos y las aguas subterráneas.

## Aguas superficiales

### Marítimas
El mar Caribe baña el territorio de Barranquilla a través de la angosta franja de tierra que lo separa de la ciénaga de Mallorquín. Dicha franja va desde la margen izquierda del tajamar occidental de Bocas de Ceniza en la desembocadura del río Magdalena, hasta los límites territoriales de Barranquilla con el municipio de Puerto Colombia. Sobre el tajamar occidental se encuentra el único balneario de la ciudad, Puerto Mocho.

### Fluviales

#### Cuenca baja del río Magdalena
El río Magdalena baña a la ciudad en su costado oriental.

#### Caños
Son brazos laterales del río Magdalena en la zona oriental de la ciudad, antes de su desembocadura en el mar Caribe. Los caños orientales de Barranquilla son: Arriba, Los Tramposos, La Ahuyama, del Mercado, C y Las Compañías. 

#### Ubicación
Los caños de Barranquilla se ubican entre inmediaciones del puente Pumarejo y la ribera occidental del río Magdalena, aproximadamente la calle 79, abarcando parte del centro y del mercado.

#### Conformación
Los caños orientales de Barranquilla son:
- Caño de la Ahuyama: 3,6 km. Nace al pie del puente Pumarejo, sigue en dirección Oriente-Occidente, cruza en dirección Sur-Norte, y desemboca perpendicular al caño Arriba, a 1,1 km del nacimiento de este en el río, en la carrera 41 con calle 7. Es el límite occidental de la Zona Franca.
- Caño Arriba: 1,6 km. Nace a 3 km al norte del puente Pumarejo, sigue perpendicular al río en dirección Oriente-Occidente hasta empalmar con el caño del Mercado en la calle 9.
- Caño del Mercado: 0,953 km. Corre paralelo a la calle 30 en pleno mercado público desde donde termina el caño Arriba hasta desembocar en el caño de Los Tramposos a la altura de la intersección de la calle 30, la carrera 46 y la Vía 40, a la altura de la Intendencia Fluvial.
- Caño de Los Tramposos: 1,2 km. Casi cegado a causa de la sedimentación que ha dado lugar a la formación de islas y vegetación, corre perpendicular al caño del Mercado hasta el puente de la avenida del Río (calle 6). Este caño, el de la Tablaza y el río Magdalena forman la isla de La Loma.
- Caño de la Tablaza o de Las Compañías: 2,7 km. Nace en la confluencia de los caños de Los Tramposos y del Mercado y corre paralelo al río hasta desembocar en él. Este caño, el de los Tramposos y el río Magdalena forman la isla de La Loma.
- "C": 1,0 km.
- Caño de Agromar: 0.8 km.

#### Problemática
La contaminación de los caños fue un grave problema ambiental que afectó a cerca de un millón de personas a causa del vertimiento de aguas negras y desechos químicos. En 2005, el Consejo Nacional de Política Económica y Social, Conpes, declaró de importancia estratégica para el país el Plan de Saneamiento de los Caños de la Cuenca Oriental de la ciudad de Barranquilla.

#### Emisario subfluvial y Estación Depuradora de Aguas Residuales
En julio de 2011, se puso en marcha el emisario fluvial, sistema hidráulico basado en interceptores que conducen las aguas a un punto único mediante estaciones elevadoras y de bombeo que descargarán las aguas tratadas en el río Magdalena. El sistema soluciona la problemática ambiental eliminando por completo el vertimiento de aguas negras o desechos químicos en los caños. En diciembre de 2012, las autoridades locales y nacionales informaron de un avance del 97% en las obras y anunciaron que serían entregadas en abril de 2013, siendo finalmente entregadas en febrero de 2014.

#### Arroyos
Son corrientes de agua que se forman durante los aguaceros. A algunos, las calles de la ciudad les sirven de cauce, otros se encuentran canalizados. Cada año, durante la época invernal, imprudentes ciudadanos ponen en peligro su vida al tratar de cruzar o circular en sus vehículos por las calles durante la formación de los arroyos. Los principales arroyos de la ciudad son:
Vertiente oriental
- De Rebolo (canalizado en 1976)
- Calle 79 (canalizado en 2015)
- Calle 84 (canalizado en 2016)
- Carrera 54 o La María (canalizado en 2016)
- Calle 76 o del Country (canalizado en 2018)
- Carrera 21 (canalizado en 2019)
- Felicidad (calle 48 entre carreras 44 y 54, en proceso de canalización)
- El Lindero
- Platanal
- El Salado
- El Salado 2
- Don Juan
- Hospital (en proceso de canalización)
- La Paz
- Bolívar
- Coltabaco
- Siape
- Santo Domingo
- Del Bosque
- Carreras 8, 15, 19, 51, 53, 58, 65, 71
- Calle 92

Vertiente occidental
- Grande
- León

### Lacustres
- Ciénaga de Mallorquín. Cuerpo de agua formado sobre la margen oriental del río Magdalena, sobre su desembocadura. La construcción del dique Boyacá, como parte de las obras de los tajamares de Bocas de Ceniza, alteró su ecosistema, conformado originalmente por 4 ciénagas.

## Aguas subterráneas
El norte de Barranquilla, a partir de los 11° latitud norte, corresponde a una región “con posibilidades de buenas infiltraciones de agua pluvial”, en tanto que la parte meridional aparece como “de poca infiltración, de suelo pobre y con posibilidades de inundación por lluvia”.